# Amiana niama
Amiana niama là một loài bướm đêm trong họ Noctuidae.